# ESTCube-1
ESTCube-1 ist ein Technologieerprobungs- und Amateurfunksatellit, der von Studierenden der Universität Tartu entwickelt wurde. Es ist der erste estnische Satellit.

## Aufbau und Nutzlast
Bei ESTCube-1 handelt es sich um einen Cubesat der Größe 1U. Es soll das Konzept für ein neuartiges elektrisches Sonnensegel getestet werden. Der Satellit wird innerhalb einer Woche einen 10 m langen und nur 50 µm dicken Draht aus Aluminium abwickeln. Anschließend wird dieser mit einer Spannung von 500 V mittels einer Elektronenkanone aufgeladen. Der Satellit sendet mit dem estnischen Rufzeichen ES5E auf 437,505 MHz in der Betriebsart AX.25 und auf 437,250 MHz in Morsetelegrafie.

## Missionsverlauf
ESTCube-1 startete am 7. Mai 2013 vom Centre Spatial Guyanais bei Kourou in Französisch-Guayana aus zusammen mit den beiden Erdbeobachtungssatelliten Proba V und VNREDSat 1a mit einer Vega-Rakete.
Bereits kurz nach dem Start wurden die ersten Telemetriesignale von Funkamateuren weltweit empfangen.